# Astana (wielerploeg)/2009
Deze pagina geeft een overzicht van de wielerploeg Astana in 2009. In tegenstelling tot de voorgaande twee jaren rijdt de ploeg in 2009 wel onder de Kazachse vlag.

## Algemeen
Algemeen manager: Johan Bruyneel
Ploegleiders: Dirk Demol, Vjatsjeslav Jekimov, Alain Gallopin, Sean Yates, Aleksandr Sjefer, Andrej Teterioek
Fietsen en kleding: Trek
Materiaal en banden: SRAM, Bontrager, Hutchison

## Renners
| Naam                     | Geboortedatum | Nationaliteit    | Ploeg 2008                   |
| ------------------------ | ------------- | ---------------- | ---------------------------- |
| Assan Bazayev            | 22-02-1981    | Kazachstan       |                              |
| Janez Brajkovič          | 18-12-1983    | Slovenië         |                              |
| Alberto Contador Velasco | 06-12-1982    | Spanje           |                              |
| Valeri Dmitriev          | 10-10-1984    | Kazachstan       | beloften                     |
| Aleksandr Djatsjenko     | 17-10-1983    | Kazachstan       | Ulan                         |
| Jesús Hernández          | 28-09-1981    | Spanje           | -                            |
| Chris Horner             | 23-10-1971    | Verenigde Staten |                              |
| Maksim Iglinski          | 18-04-1981    | Kazachstan       |                              |
| Roman Kirejev            | 14-02-1987    | Kazachstan       |                              |
| Andreas Klöden           | 22-06-1975    | Duitsland        |                              |
| Berik Köpeşov            | 30-01-1987    | Kazachstan       |                              |
| Levi Leipheimer          | 24-10-1973    | Verenigde Staten |                              |
| Steve Morabito           | 30-01-1983    | Zwitserland      |                              |
| Dmitri Moeravjov         | 02-11-1979    | Kazachstan       |                              |
| Daniel Navarro           | 08-07-1983    | Spanje           |                              |
| Benjamín Noval           | 23-01-1979    | Spanje           |                              |
| Jaroslav Popovytsj       | 04-01-1980    | Oekraïne         | Silence-Lotto                |
| Bolat Raimbekov          | 25-12-1986    | Kazachstan       | beloften                     |
| Grégory Rast             | 17-01-1980    | Zwitserland      |                              |
| Sergej Renev             | 03-02-1985    | Kazachstan       | beloften                     |
| José Luis Rubiera        | 27-01-1973    | Spanje           |                              |
| Michael Schär            | 29-05-1986    | Zwitserland      |                              |
| Tomas Vaitkus            | 04-02-1982    | Litouwen         |                              |
| Aleksandr Vinokoerov     | 16-09-1973    | Kazachstan       | geen ploeg (sinds 20-8-2009) |
| Andrej Zejts             | 14-12-1986    | Kazachstan       |                              |
| Haimar Zubeldia          | 01-04-1977    | Spanje           | Euskaltel-Euskadi            |

## Belangrijke overwinningen
| Ronde van Californië 2009 6e etappe: Levi Leipheimer Eindklassement: Levi Leipheimer Ploegenklassement Ronde van de Algarve 2009 4e etappe: Alberto Contador Eindklassement: Alberto Contador Parijs-Nice 2009 1e etappe (tijdrit): Alberto Contador 6e etappe: Alberto Contador Tirreno-Adriatico 2009 5e etappe (tijdrit): Andreas Klöden Ronde van Castilië en León 2009 2e etappe (tijdrit): Levi Leipheimer Eindklassement: Levi Leipheimer | Ronde van het Baskenland 2009 3e etappe: Alberto Contador 6e etappe (tijdrit): Alberto Contador Eindklassement: Alberto Contador Ronde van Trentino 1e etappe: Andreas Klöden Ronde van Romandië 2009 Puntenklassement: Grégory Rast Critérium du Dauphiné Libéré 2009 Ploegenklassement Ronde van Luxemburg Proloog: Grégory Rast Nationale kampioenschappen wielrennen Slovenië: tijdrijden: Janez Brajkovič Spanje: tijdrijden: Alberto Contador | Ronde van Frankrijk 2009 4e etappe (ploegentijdrit) 15e etappe: Alberto Contador 18e etappe (tijdrit): Alberto Contador Eindklassement: Alberto Contador Ploegenklassement |

2005 · 2006 · 2007 · 2008 · 2009 · 2010 · 2011 · 2012 · 2013 · 2014 · 2015 · 2016 · 2017 · 2018 · 2019 · 2020 · 2021 · 2022 · 2023 · 2024 · 2025
AG2R-La Mondiale · Astana · Bbox-Bouygues Telecom/2009 · Caisse d'Epargne · Cofidis · Team Columbia · Team CSC Saxo Bank · Euskaltel-Euskadi · Française des Jeux · Fuji-Servetto · Garmin-Chipotle · Katjoesja · Lampre-NGC · Liquigas · Team Milram · Quick·Step · Rabobank · Silence-Lotto